# بامبل
بامبل هو تطبيق مواعدة اجتماعي أمريكي عبر الإنترنت يسهل التواصل بين المستخدمين المهتمين. في عمليات التطابق بين الجنسين، يمكن للمستخدمين الإناث فقط إجراء الاتصال الأول مع المستخدمين الذكور المتطابقين، بينما في عمليات التطابق المثلية يمكن لأي شخص إرسال رسالة أولاً.  

## التاريخ
أسست ويتني وولف هيرد التطبيق بعد فترة قصير من مغادرتها تندر.  رفعت بعدها وولف هيرد دعوى قضائية ضد تندر بتهمة التمييز والتحرش الجنسي وحصلت علي تعويض قدره مليون دولار في سبتمبر 2014. اتصل أندريه أندرييف، مؤسس بادوو ومديرها التنفيذي بهيرد عبر البريد الإلكتروني، والتقى الاثنان.  اقترح أندرييف أن تعود إلى مجال المواعدة، وشكل أندرييف وهيرد في نهاية المطاف شراكة حيث سيحصل أندرييف على 79٪ من ملكية الشركة بعد استثمار أولي قدره 10 ملايين دولار إلى جانب استثمارات إضافية، وتعمل وولف هيرد كمؤسس ورئيس تنفيذي و تحصل علي 20٪ من ملكية الشركة. كجزء من الاتفاقية، ستستخدم الشركة الجديدة أيضًا البنية التحتية لبادوو.  بعد تأسيس الشراكة، استعانت هيرد بكلاً من كريس جولشينسكي وسارة ميك لتصميم الواجهة والمساعدة في إطلاق بامبل. تم إطلاق بامبل بعد ثلاثة أشهر في ديسمبر 2014. 
يقع المقر الرئيسي للشركة في أوستن ، تكساس. لديها 70 موظفًا على مستوى العالم.  
وفقًا لـ فوربس، تم تقييم الشركة بأكثر من مليار دولار في نوفمبر 2017.  في عام 2020، أصبح لدى بامبل أكثر من 100 مليون مستخدم حول العالم. أُدرجت بامبل في بورصة ناسداك يوم الخميس 11 فبراير 2021، حيث بلغت قيمة الأسهم في البداية 43 دولارًا ولكنها زادت أثناء التداول إلى 76 دولارًا، مما جعل تقييم الشركة أكثر من 13 مليار دولار.  

## المستخدمون
بلغ عدد مستخدمي بامبل 22 مليون مستخدم في نوفمبر 2017،   و حصل التطبيق علي 27 مليون تنزيل اعتبارًا من فبراير 2018.  في سبتمبر 2019، كان بامبل ثاني أكثر تطبيقات المواعدة شيوعًا في الولايات المتحدة، مع قاعدة مستخدمين شهرية بلغت 5 ملايين. 

## وصلات خارجية
- الموقع الرسمي